# Дугда
Дугда (рос. Дугда) — селище у Зейському районі Амурської області Російської Федерації. Розташоване на території українського історичного та етнічного краю Зелений Клин.
Входить до складу муніципального утворення Дугдинська сільрада. Населення становить 689 осіб (2018).
Населений пункт, як і загалом увесь Зейський район, прирівняний до регіонів Крайньої півночі Росії.

## Історія
З 1926 року було підпорядковане Зейському округу Далекосхідного краю. З 20 жовтня 1932 року входить до складу новоутвореної Амурської області.
З 1 січня 2006 року органом місцевого самоврядкування є Дугдинська сільрада.

## Населення
| 2002 | 2010 | 2012 | 2013 | 2014 | 2015 | 2016 |
| ---- | ---- | ---- | ---- | ---- | ---- | ---- |
| 741  | ↘709 | ↗711 | ↗712 | ↘701 | ↘692 | ↗697 |
| 2017 | 2018 |      |      |      |      |      |
| ↗710 | ↘689 |      |      |      |      |      |